# Stefan Schnyder
Stefan Schnyder (Zurigo, 13 maggio 1983) è un ex hockeista su ghiaccio svizzero.

## Carriera
Fratello maggiore di un altro hockeista, Daniel Schnyder, nella sua carriera ha raccolto 296 presenze in Lega Nazionale A, con le maglie di ZSC Lions (con cui ha vinto il titolo nel 2000-2001), SC Rapperswil-Jona e EHC Basel.
Sono oltre 500 invece i gettoni in Lega Nazionale B, campionato vinto per tre volte (una con lo stesso EHC Basel e due con il Lausanne HC).

### L'infortunio di Ronny Keller
Nel marzo 2013, quando militava in Lega Nazionale B con il Langenthal ebbe un violento scontro di gioco con Ronny Keller, difensore dell'Olten, il quale si ruppe una vertebra rimanendo paralizzato agli arti inferiori. La giustizia sportiva Svizzera appurò come Schnyder non avesse infranto alcuna regola del gioco e che pertanto non avesse colpe nel grave infortunio riportato dall'avversario, che doveva essere ritenuto quindi un tragico incidente. Successivamente, nell'aprile del 2014 anche il Tribunale Arbitrale dello Sport di Losanna lo ha scagionato da ogni responsabilità.

### Nazionale
In carriera ha vestito anche la maglia delle selezioni giovanili rossocrociate, disputando un mondiale Under-18 (nel 2001, chiuso con la vittoria della medaglia di argento) e di uno Under-20 (nel 2003, chiuso al settimo posto).

## Dopo il ritiro
Dopo il ritiro, annunciato al termine della stagione 2014-2015, si è trasferito in Germania, nei pressi di Ravensburg, dove ha rilevato una tenuta agricola per occuparsi di cavalli.

## Palmarès

### Club
- Campionato svizzero: 1

ZSC Lions: 2000-2001

### Nazionale
- Campionato mondiale di hockey su ghiaccio Under-18 2001